# Aida Hadžialić
Aida Hadžialić (ook Aida Hadzialic gespeld) (Foča, 21 januari 1987) is een Zweeds politica voor de Sociaaldemocratische Arbeiderspartij.
Hadžialić migreerde als vijfjarige van Bosnië en Herzegovina naar Zweden. Ze volgde een opleiding tot jurist.
Ze was van 3 oktober 2014 tot 13 augustus 2016 minister van hoger secundair onderwijs en volwassenenonderwijs in het kabinet-Löfven. Als 27-jarige was zij de jongste minister in de regering. Ze was de eerste moslim die een positie als Zweeds minister bekleedde. Op 13 augustus 2016 trad ze af nadat ze bij een alcoholcontrole betrapt was op rijden onder invloed.
Sinds 2019 is ze oppositieleider in de regionale raad van de Regio Stockholm. Daarnaast heeft ze een consultancybedrijf gespecialiseerd in internationale betrekkingen.